# Kleutgen & Meier

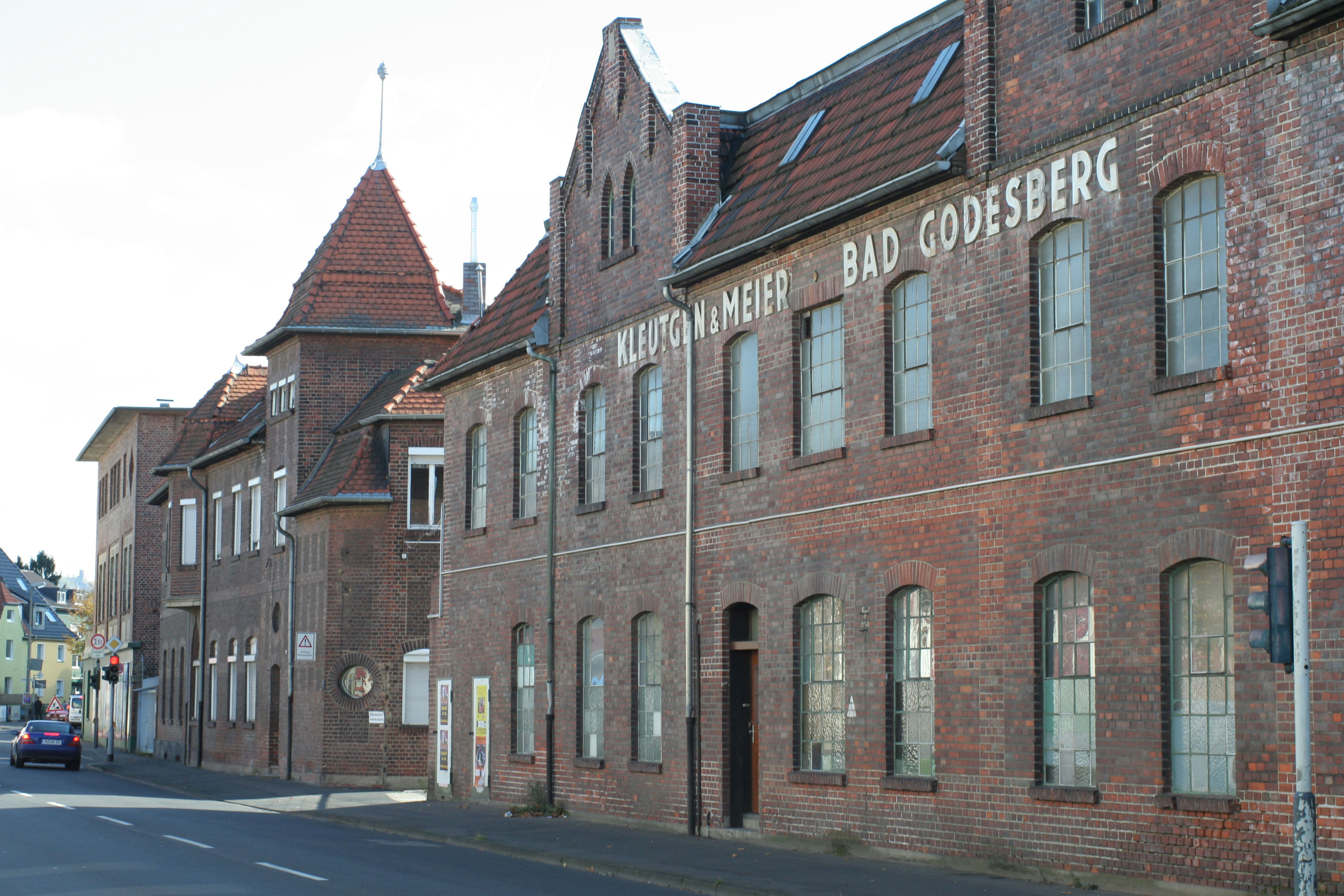
Die im Jahr 2012 abgerissenen Fabrikgebäude an der Friesdorfer Straße 131

Kleutgen & Meier war ein süßwarenproduzierendes Unternehmen im heutigen Bonner Stadtteil Bad Godesberg. Der Markenhersteller wurde 1957 von dem benachbarten Konkurrenzunternehmen Haribo übernommen. Die historischen Fabrikgebäude in der Friesdorfer Str. 127–135 im Ortsteil Godesberg-Nord wurden im Jahr 2012 abgerissen; ein Vorgang, der in der Bezirksvertretung kritisiert wurde.

## Geschichte
1898 wurde das Unternehmen von Emil Meier und Ernst Kleutgen gegründet. Es wurden Bonbons sowie Fruchtgummi- und Lakritzartikel (aus Süßholzextrakt) wie Salmiakpastillen und pharmazeutische Pastillen hergestellt. Eine Süßwaren-Marke des Unternehmens war Monarch, unter der Einzelstücke vertrieben wurden. Der Fabrikant Emil Meier war Vorstandsmitglied der Vereinigung deutscher Zuckerwaren- und Schokoladefabrikanten e.V. in Würzburg. Die Backstein-Fabrikgebäude wurden um 1911 nach einem Entwurf des Godesberger Architekten Willy Maß errichtet. Zu dem Gebäudeensemble an der Friesdorfer Straße gehörten auch die Fabrikanlagen der Schiller'sche Patentverschluß AG (genannt: Schillerwerk), die Luftdruckverschlussgläser, Metalldosen u. ä. produzierte und zum 1. April 1927 von der Blechwarenfabrik Limburg übernommen wurde, sowie die Tapetenfabrik Faßbender GmbH. Von etwa 1907 bis 1912/1913 lernte der spätere Gründer der Marke Haribo, Hans Riegel, als Volksschulabgänger und ungelernter Arbeiter bei Kleutgen & Meier die Herstellung von Süßwaren, und war dort als „Bonbonkocher“ tätig. Kleutgen & Meier beschäftigte während des Zweiten Weltkriegs Zwangsarbeiter.

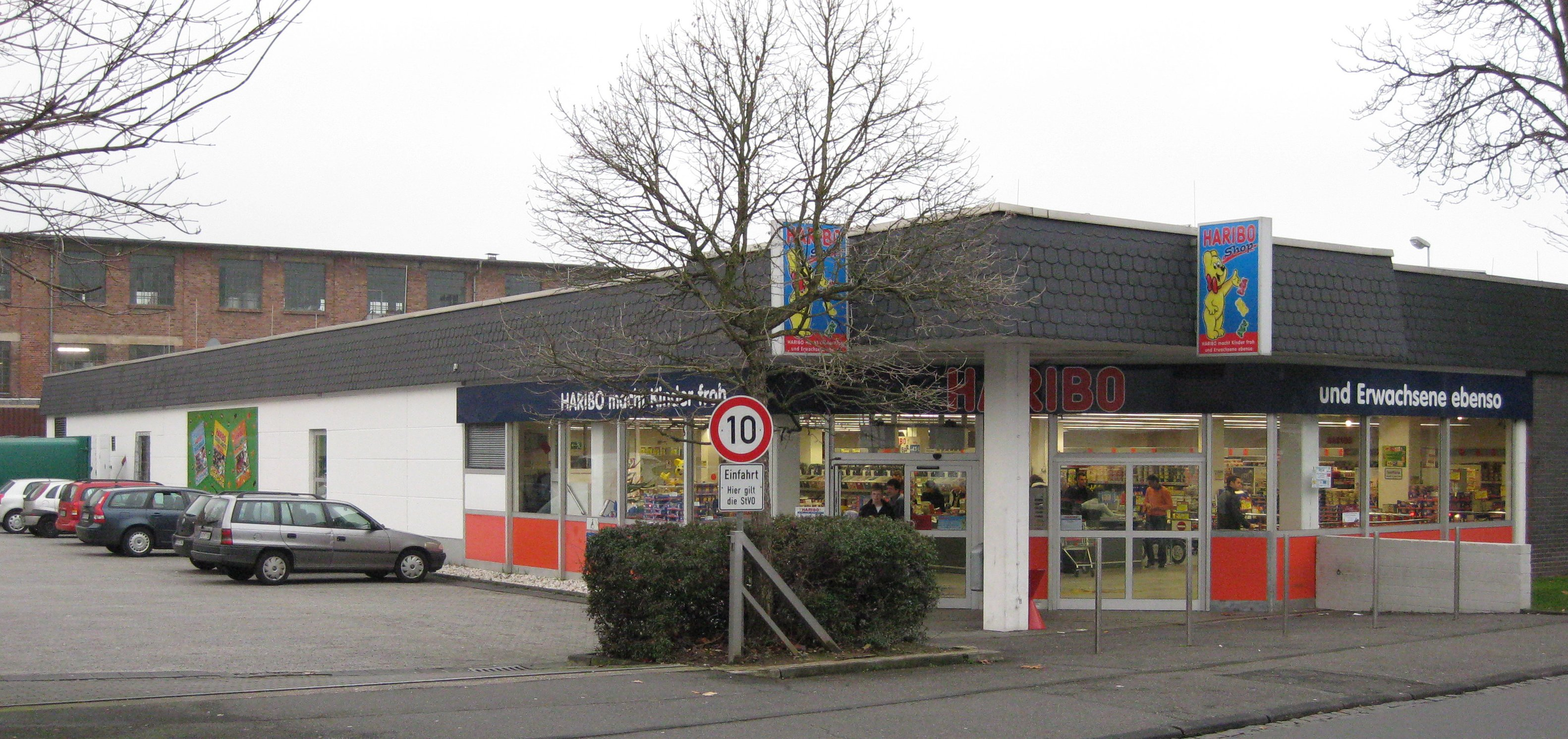
Der Haribo-Fabrikverkauf

### Übernahme durch Haribo

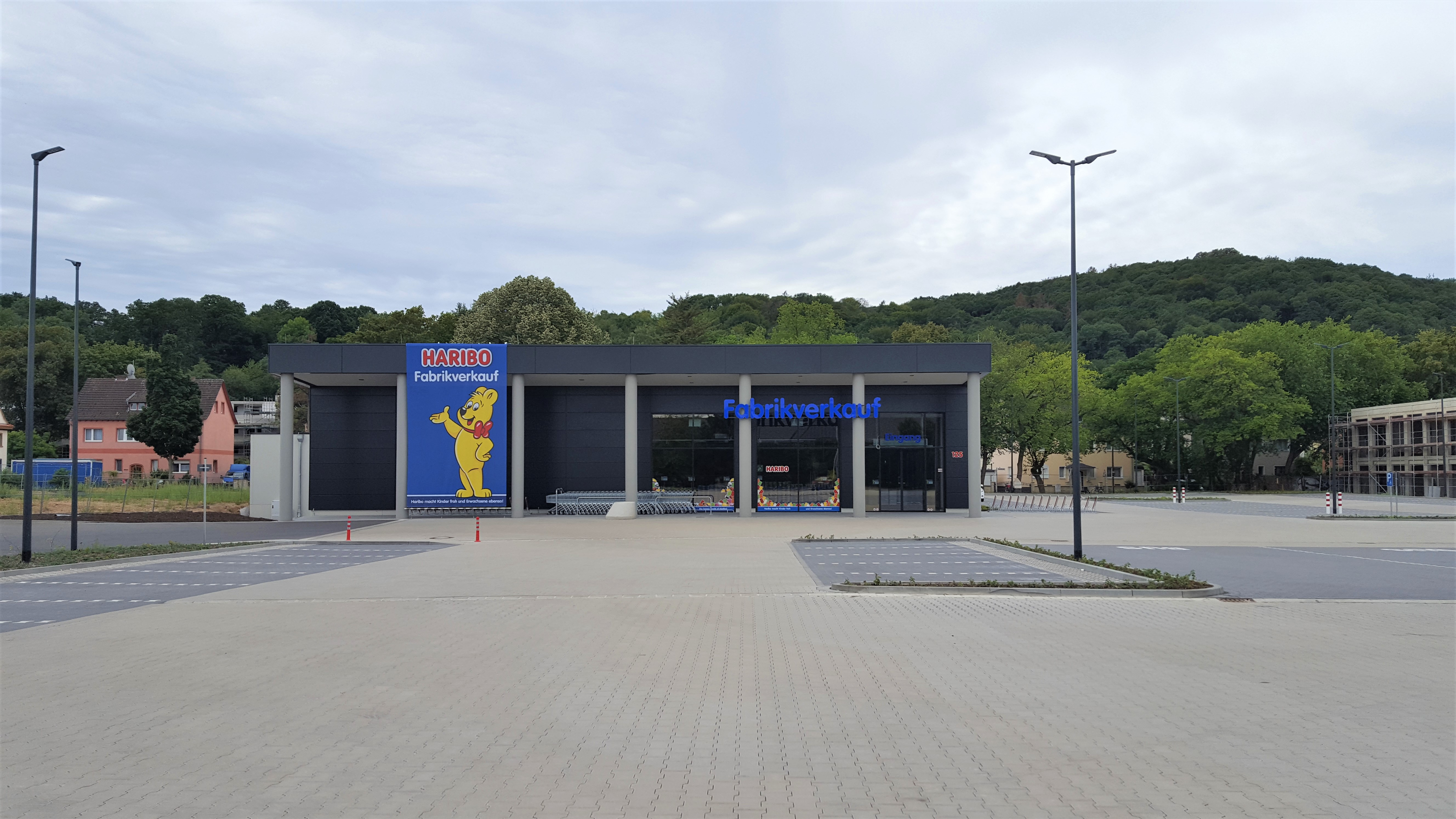
Neubau des Haribo-Fabrikverkaufshops, 2019

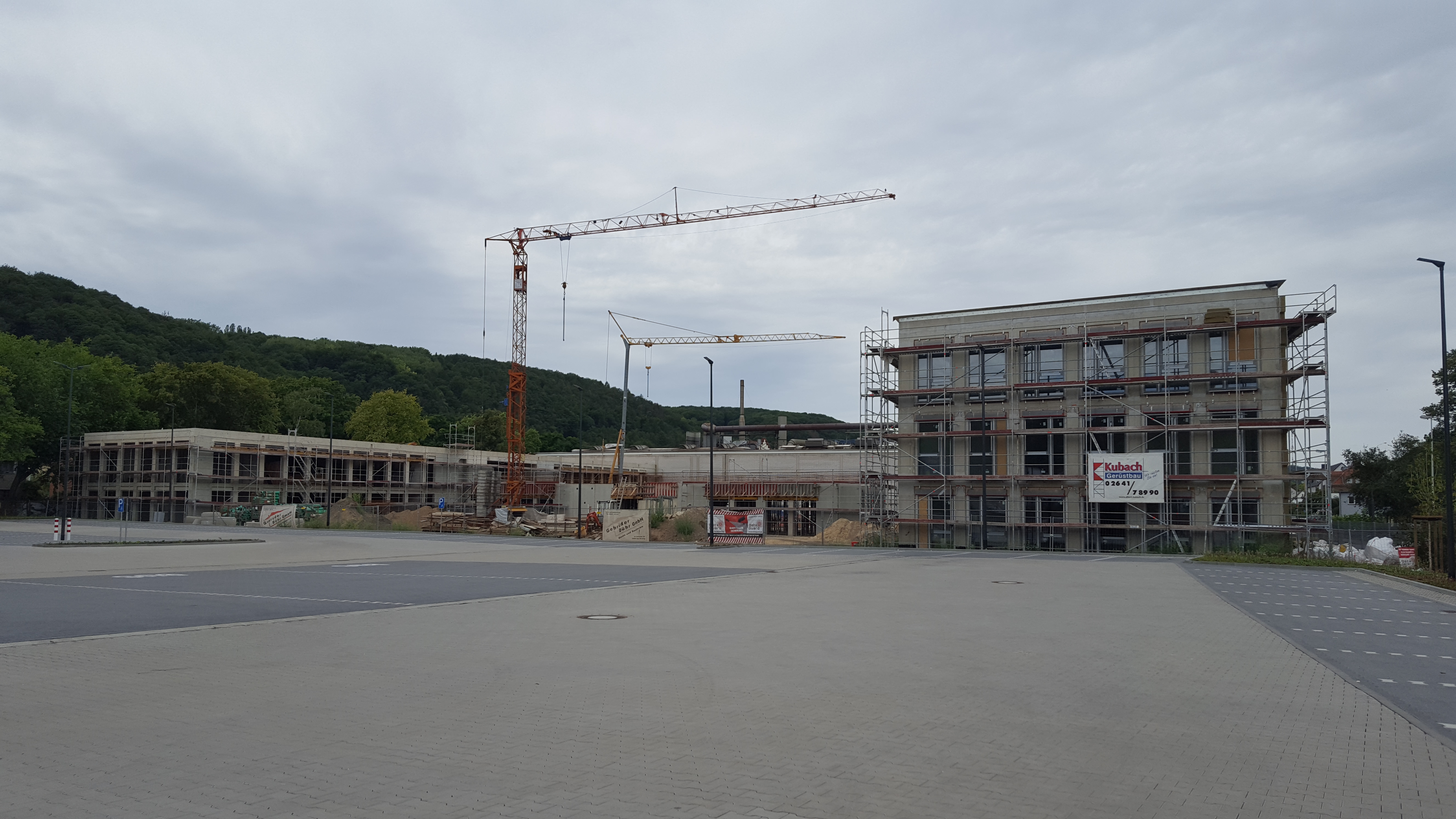
Weitere Neubebauung des Geländes im August 2019

Im Jahr 1958 übernahm die Haribo-Gruppe das Unternehmen. Die Nachkommen (die Erbengemeinschaft bestand aus acht Parteien) hatten kein Interesse an einer Weiterführung der Geschäftstätigkeit. Kleutgen & Meier war das erste Konkurrenzunternehmen, welches von Haribo aufgekauft wurde; in den Folgejahren wurden weitere Anbieter, wie die Solinger Dr. Hillers AG (1968) und der Mainbernheimer Hersteller Bären-Schmidt (1971), übernommen. Haribo produzierte im übernommenen Kleutgen & Meier-Werk noch bis zum Jahr 1975; danach wurde die Fabrik stillgelegt. Stückartikel des Haribo-Sortiments wurden auch weiterhin unter dem Markennamen Monarch vertrieben. Diese Fruchtgummi- und Lakritz-Artikel (letztere wurden aus modifizierter Stärke oder Agar-Agar, einer tropischen Algenart – unter Vermeidung des Einsatzes tierischer Substanzen – hergestellt) konnten an Kiosken, Tankstellen und anderen Verkaufsstellen einzeln aus runden Plastikdosen gekauft werden.
Die Außenflächen der stillgelegten Kleutgen & Meier-Fabrik wurden u. a. als Abstellplatz des Haribo-Fuhrparkes genutzt. In der Öffentlichkeit wurden sie bekannt, da hier die jährlich veranstaltete Umtauschaktion von Kastanien und Eicheln gegen Haribo-Produkte stattfand, an der sich bis zu 16.000 Sammler beteiligen. Von 2003 bis 2016 befand sie sich südlich des vormaligen Fabrikareals die an der Weißenburgstraße gelegene Haribo-Fabrikverkaufsstelle. Mit dem begonnenen Umzug 2017 auf die Grafschaft (Rheinland) wurde auch diese Sammelaktion dorthin verlagert.

### Abriss und Neubau
Im Jahr 2011 wurden Pläne zum Abriss der Kleutgen & Meier-Gebäude bekannt. Das durch den Abriss freiwerdende Gelände hätte nach Angaben der Firmenleitung zum Bau eines seit langem geplanten Haribo-Museums (Haribo-Erlebniswelt) genutzt werden können. Im Spätsommer 2012 kam es dann zur Niederlegung der Gebäude der ehemaligen Fabriken von Kleutgen & Meier und des Schillerwerkes. Mitglieder der Godesberger Bezirksvertretung (unter anderem Vertreter des Bürger Bunds Bonn) kritisierten den Abbruch: eine Werkhalle des Schillerwerks aus dem Jahr 1910 war eine frühe Stahl-Beton-Konstruktion und deshalb von der Denkmalschutzbehörde als denkmalwert befunden worden, die Eintragung in das Denkmalschutzregister lief, eine Abbruchgenehmigung für das Objekt hatte nicht vorgelegen. Auch die Fabrikgebäude von Kleutgen & Meier waren dem Amt für Denkmalpflege von der Unteren Denkmalbehörde mehrfach als schützenswert vorgeschlagen worden. Als Abrissgrund benannten Vertreter von Haribo die Baufälligkeit und unschöne Optik der Gebäude. Der ungenehmigte Abriss des Schillerwerks sei versehentlich erfolgt. Haribo erklärte, auf dem freigewordenen Gelände kein Museum mehr errichten zu wollen. Die Bonner Verwaltung plante die Ahndung des ungenehmigten Abrisses der denkmalwürdigen Halle.
Im September 2015 erwarb die HAFA-Unternehmensgruppe das brachliegende Gelände von der Haribo-Gruppe. Die Hafa-Unternehmensgruppe ist ein Zusammenschluss von vier Bad Godesberger Unternehmen. Gemeinsam mit Oberbürgermeister Ashok Sridharan stellten die Investoren im Herbst 2016 den Bebauungsplan vor, der ein Gesamtinvestitionsvolumen von 30 Millionen Euro vorsieht. Auf dem 25.000 Quadratmeter großen Areal sollen neben einem Gebäudekomplex mit 100 Mietwohnungen (Quartier Bonn-Süd) zwei Bürogebäude entstehen. Eigentümer der Büros werden die Software-Unternehmen HICAT und SICAT. Außerdem soll ein Parkhaus mit 120 Stellplätzen gebaut werden. Der Entwurf stammt vom Architekten Frank Piotrowski.